# Stewartia obovata
Stewartia obovata là một loài thực vật có hoa trong họ Theaceae. Loài này được (Chun & Hung T. Chang) J. Li & T.L. Ming miêu tả khoa học đầu tiên năm 1996.